# Пети, Валери
Валери Пети (фр. Valérie Petit) — французский политик, бывший депутат Национального собрания Франции.

## Биография
Родилась 23 июня 1976 г. в городе Мо (департамент Сена и Марна). Преподаватель-исследователь, Валери Пети окончила несколько учебных заведений — она имеет дипломы Института политических наук Лилля (Sciences Po Lille), Высшей школы социальных наук по социальной психологии, университета CELSA по политическим коммуникациям. В Консерватории искусств и ремёсел получила степень доктора в области управления.
Профессор менеджмента и управления человеческими ресурсами в бизнес-школе EDHEC в Лилле, Валери Пети создала несколько исследовательских программ, последняя из которых («EDHEC открывает лидерство») ориентирована на проблемы трансформации лидерства и диверсификации компании. Она опубликовала несколько научных статей и книг на эту тему, регулярно выступала с докладами, например, на конференциях TED в 2014 году и Совета Европейского Союза в 2017 году .
В 2017 году Валери Пети была выдвинута движением Вперёд, Республика! кандидатом на выборах в Национальное собрание по 9-му избирательному округу департамента Нор и сумела победить популярного политика и действующего депутата Бернара Жерара.
Валери Пети стала членом Комиссии по финансам, общей экономике и бюджетному контролю в Национальном собрании и специальным докладчиком по бюджету государственной службы. Она проявляла особый интерес к вопросам профессиональной подготовки, оплаты труда, карьерного роста, социальной помощи и качества жизни государственных служащих. Она также была членом комиссии Национального собрания по оценке и контролю государственной политики. В марте 2018 года она стала докладчиком информационной миссии «лучше оценивать, чтобы лучше действовать», направленной на улучшение оценки государственной политики и, в частности, роли парламента в этом вопросе. Регулярно выступала в поддержку усиления роли парламента и расширения его возможностей в области оценки.
В августе 2018 года Валери Пети объявила о намерении возглавить избирательный список партии Вперёд, Республика! на муниципальных выборах 2020 года в Лилле. Несмотря на поддержку нескольких видных деятелей партии, в том числе министра внутренних дел Жеральда Дарманена и депутата Национального собрания Шарлотты Парламнтье-Лекок, руководство партии определило лидером списка Виолетту Спийбу, директора по связям с общественностью национальной железнодорожной компании SNCF и бывшего руководитель аппарата мэра Лилля Мартин Обри.
После этого Валери Пети в январе 2020 года вышла из партии Вперёд, Республика!, заявив, что партия «не идет по пути большей внутренней демократии»  и «уступает авторитаризму мелких неизбранных лидеров». В мае 2020 года она покинула парламентскую группу ВР и присоединилась к новой группе Agir. В 2021 году она присоединилась к правоцентристской партии «Горизонты», основанной бывшим премьер-министром Эдуаром Филиппом. 
На выборах в Национальное собрание в 2022 году она не принимала участие, так как кандидатом от президентского большинства стала Виолетта Спийбу.

## Занимаемые выборные должности
21.06.2017 — 21.06.2022 — депутат Национального собрания Франции от 9-го избирательного округа департамента Нор 